# Představitelé Kuang-tungu
Představitelé Kuang-tungu stojí v čele správy provincie. V čele správy Kuang-tungu stojí guvernér (šeng-čang, 省长) řídící lidovou vládu Kuang-tungu (Kuang-tung-šeng žen-min čeng-fu, 廣東省人民政府). Nejvyšší politické postavení v provincii má však tajemník kuangtungského provinčního výboru Komunistické strany Číny, vládnoucí politické strany provincie i celého státu. K dalším předním představitelům Kuang-tungu patří předseda provinčního lidového shromáždění (zastupitelského sboru) a předseda provinčního výboru Čínského lidového politického poradního shromáždění (ČLPPS).
V politickém systému Čínské lidové republiky, analogicky k centrální úrovni, má příslušný regionální výbor komunistické strany v čele s tajemníkem ve svých rukách celkové vedení, lidová vláda v čele guvernérem (u provincie) nebo starostou (u města) řídí administrativu regionu, lidové shromáždění plní funkce zastupitelského sboru a lidové politické poradní shromáždění má poradní a konzultativní funkci.

## Tajemníci kuangtungského provinčního výboru Komunistické strany Číny (od 1949)
Kuangtungský provinční výbor KS Číny od roku 1955 vedl první tajemník s pomocí druhého tajemníka a několika dalších tajemníků. Předtím, v letech 1949–1955 stranické organizace provincie řídilo jižní subbyro středojižního byra ÚV KS Číny. Po zřízení provinčního revolučního výboru v únoru 1968 jeho předseda stanul i v čele komunistů provincie. Od prosince 1970 opět fungoval provinční výbor strany v čele s prvním tajemníkem. Od roku 1985 v čele provinčního výboru KS Číny stojí tajemník s několika zástupci tajemníka. Tajemníci kuangtungského provinčního výboru jsou od roku 1992 členy politbyra ÚV KS Číny.
Ve sloupci „Další funkce“ jsou uvedeny nejvýznamnější úřady zastávané současně s výkonem funkce tajemníka kuangtungského výboru strany, případně pozdější působení v politbyru a stálém výboru politbyra.
| Portrét | Jméno (životní data)                  | Od            | Do            | Další funkce a poznámky |
| ------- | ------------------------------------- | ------------- | ------------- | --- |
|         | Jie Ťien-jing (叶剑英) (1897–1986)    | září 1949     | květen 1955   | předseda lidové vlády Kuang-tungu (1948–1953), později člen 8. až 12. politbyra ÚV KS Číny (1966–1985) a stálého výboru politbyra (1973–1985)                                                                      |
|         | Tchao Ču (陶铸) (1908–1969)           | červenec 1955 | únor 1965     | předseda lidové vlády/guvernér Kuang-tungu (1953–1957), předseda provinčního výboru ČLPPS (1955–1960), později první tajemník středojižního byra ÚV KS Číny (1960–1966), člen stálého výboru politbyra (1966–1967) |
|         | Čao C’-jang (赵紫阳) (1919–2005)      | únor 1965     | březen 1967   | později předseda vlády ČLR (1980–1987), a generální tajemník ÚV KS Číny (1987–1989) |
|         | Chuang Jung-šeng (黄永胜) (1910–1983) | únor 1968     | listopad 1969 | předseda kuangtungského revolučního výboru (1968–1969), náčelník generálního štábu ČLOA (1968–1971), později člen politbyra ÚV KS Číny (1969–1971)                                                                 |
|         | Liou Sing-jüan (刘兴元) (1908–1990)   | listopad 1969 | březen 1972   | předseda kuangtungského revolučního výboru (1969–1972), později první tajemník s’čchuanského provinčního výboru KS Číny (1972–1975) a předseda s’čchuanského revolučního výboru (1972–1975)                        |
|         | Ting Šeng (丁盛) (1913–1999)          | březen 1972   | prosinec 1973 | předseda kuangtungského revolučního výboru (1972–1974) |
|         | Čao C’-jang (赵紫阳) (1919–2005)      | duben 1974    | říjen 1975    | předseda kuangtungského revolučního výboru (1974–1975), později předseda vlády ČLR (1980–1987), a generální tajemník ÚV KS Číny (1987–1989)                                                                        |
|         | Wej Kuo-čching (韦国清) (1913–1989)   | říjen 1975    | prosinec 1978 | předseda kuangtungského revolučního výboru (1975–1979), člen 10., 11. a 12. politbyra ÚV KS Číny (1973–1985) |
|         | Si Čung-sün (习仲勋) (1913–2002)      | prosinec 1978 | listopad 1980 | guvernér Kuang-tungu (1979–1981), později člen politbyra ÚV KS Číny (1982–1987) |
|         | Žen Čung-i (任仲夷) (1914–2005)       | listopad 1980 | červenec 1985 | |
|         | Lin Žuo (林若) (1923–1912)            | červenec 1985 | leden 1991    | předseda kuangtungského provinčního lidového shromáždění (1990–1996) |
|         | Sie Fej (谢非) (1932–1999)            | leden 1991    | březen 1998   | člen 14. a 15. politbyra ÚV KS Číny (1992–1999) |
|         | Li Čchang-čchun (李长春) (* 1944)     | březen 1998   | listopad 2002 | člen politbyra ÚV KS Číny (od 1997), později člen stálého výboru politbyra (2002–2012) |
|         | Čang Te-ťiang (张德江) (* 1946)       | listopad 2002 | říjen 2007    | člen politbyra ÚV KS Číny (od 2002), později člen stálého výboru politbyra (2012–2017) |
|         | Wang Jang (汪洋) (* 1955)             | říjen 2007    | prosinec 2012 | člen politbyra ÚV KS Číny (od 2002), později člen stálého výboru politbyra (2017–2022) |
|         | Chu Čchun-chua (胡春华) (* 1963)      | prosinec 2012 | říjen 2017    | člen 18. a 19. politbyra ÚV KS Číny (2012–2022) |
|         | Li Si (李希) (* 1956)                 | říjen 2017    | říjen 2022    | člen politbyra ÚV KS Číny (od 2017), později člen stálého výboru politbyra (od 2022) |
|         | Chuang Kchun-ming (黄坤明) (* 1956)   | říjen 2022    | v úřadě       | člen 19. a 20. politbyra ÚV KS Číny (od 2017) |

## Guvernéři Kuang-tungu (od 1949)
Od prosince 1979 v čele civilní administrativy provincie Kuang-tung stojí guvernér řídící lidovou vládu provincie. Předtím v listopadu 1949 – prosinci 1955 provincii spravovala lidová vláda v čele s předsedou, poté lidový výbor v čele s guvernérem. Od února 1968 do prosince 1979 správu provincie vedl revoluční výbor Kuang-tungu v čele s předsedou.
| Portrét | Jméno (životní data)                  | Od            | Do            | Další funkce a poznámky |
| ------- | ------------------------------------- | ------------- | ------------- | --- |
|         | Jie Ťien-jing (叶剑英) (1897–1986)    | listopad 1949 | září 1953     | první tajemník kuangtungského provinčního výboru KS Číny (1949–1955), později člen 8. až 12. politbyra ÚV KS Číny (1966–1985) a stálého výboru politbyra (1973–1985)                                                             |
|         | Tchao Ču (陶铸) (1908–1969)           | září 1953     | srpen 1957    | první tajemník kuangtungského provinčního výboru KS Číny (1955–1965), předseda provinčního výboru ČLPPS (1955–1960), později první tajemník středojižního byra ÚV KS Číny (1960–1966), člen stálého výboru politbyra (1966–1967) |
|         | Čchen Jü (陈郁) (1901–1974)           | srpen 1957    | listopad 1967 | |
|         | Chuang Jung-šeng (黄永胜) (1910–1983) | listopad 1967 | červen 1969   | náčelník generálního štábu ČLOA (1968–1971), později člen politbyra ÚV KS Číny (1969–1971) |
|         | Liou Sing-jüan (刘兴元) (1908–1990)   | červen 1969   | březen 1972   | první tajemník kuangtungského provinčního výboru KS Číny (1970–1972), později první tajemník s’čchuanského provinčního výboru KS Číny (1972–1975) a předseda s’čchuanského revolučního výboru (1972–1975)                        |
|         | Ting Šeng (丁盛) (1913–1999)          | duben 1972    | duben 1974    | první tajemník kuangtungského provinčního výboru KS Číny (1972–1973) |
|         | Čao C’-jang (赵紫阳) (1919–2005)      | duben 1974    | říjen 1975    | první tajemník kuangtungského provinčního výboru KS Číny (1974–1975), později předseda vlády ČLR (1980–1987), a generální tajemník ÚV KS Číny (1987–1989)                                                                        |
|         | Wej Kuo-čching (韦国清) (1913–1989)   | říjen 1975    | leden 1979    | první tajemník kuangtungského provinčního výboru KS Číny (1975–1978), člen 10., 11. a 12. politbyra ÚV KS Číny (1973–1985) |
|         | Si Čung-sün (习仲勋) (1913–2002)      | leden 1979    | únor 1981     | první tajemník kuangtungského provinčního výboru KS Číny (1978–1980), později člen politbyra ÚV KS Číny (1982–1987) |
|         | Liou Tchien-fu (刘田夫) (1908–2002)   | únor 1981     | duben 1983    | |
|         | Liang Ling-kuang (梁灵光) (1916–2006) | duben 1983    | srpen 1985    | |
|         | Jie Süan-pching (谢非) (1932–1999)    | srpen 1985    | duben 1991    | později místopředseda celostátního výboru Čínského lidového politického poradního shromáždění (1991–2003); syn Jie Ťien-jinga |
|         | Ču Sen-lin (朱森林) (* 1920)          | duben 1991    | únor 1996     | později předseda kuangtungského provinčního lidového shromáždění (1996–2001) |
|         | Lu Žuej-chua (卢瑞华) (* 1938)        | únor 1996     | leden 2003    | |
|         | Chuang Chua-chua (黄华华) (* 1946)    | leden 2003    | listopad 2011 | |
|         | Ču Siao-tan (朱小丹) (* 1953)         | listopad 2011 | prosinec 2016 | do ledna 2012 úřadující |
|         | Ma Sing-žuej (马兴瑞) (* 1959)        | prosinec 2016 | prosinec 2022 | později člen politbyra ÚV KS Číny (od 2022) |
|         | Wang Wej-čung (王伟中) (* 1962)       | prosinec 2021 | v úřadě       | do ledna 2022 úřadující |

## Předsedové kuangtungského provinčního lidového shromáždění (od 1979)
| Jméno (životní data)                 | Od            | Do          | Další funkce a poznámky                                                |
| ------------------------------------ | ------------- | ----------- | ---------------------------------------------------------------------- |
| Li Ťien-čen (李坚真) (1907–1992)     | prosinec 1979 | duben 1983  | žena                                                                   |
| Luo Tchien (罗天) (1920–2001)        | duben 1983    | květen 1990 |                                                                        |
| Lin Žuo (林若) (1924–2012)           | květen 1990   | únor 1996   | předtím tajemník kuangtungského provinčního výboru KS Číny (1985–1991) |
| Ču Sen-lin (朱森林) (* 1930)         | únor 1996     | únor 2001   | předtím guvernér Kuang-tungu (1991–1996)                               |
| Čang Kuo-jing (张帼英) (* 1937)      | únor 2001     | leden 2003  | žena                                                                   |
| Lu Čung-che (卢钟鹤) (* 1940)        | leden 2003    | leden 2005  |                                                                        |
| Chuang Li-man (黄丽满) (* 1955)      | leden 2005    | leden 2008  |                                                                        |
| Ou Kuang-jüan (欧广源) (* 1948)      | leden 2008    | leden 2013  |                                                                        |
| Chuang Lung-jün (黄龙云) (* 1951)    | leden 2013    | leden 2017  | předtím předseda kuangtungského provinčního výboru ČLPPS (2009–2013)   |
| Li Jü-mej (李玉妹) (* 1956)          | leden 2017    | leden 2022  | žena                                                                   |
| Chuang Čchu-pching (黄楚平) (* 1962) | leden 2022    | úřadující   |                                                                        |

## Předsedové kuangtungského provinčního výboru Čínského lidového politického poradního shromáždění (ČLPPS, od 1955)
| Jméno (životní data)                 | Od            | Do            | Další funkce a poznámky |
| ------------------------------------ | ------------- | ------------- | --- |
| Tchao Ču (陶铸) (1908–1969)          | leden 1955    | prosinec 1960 | předseda lidové vlády/guvernér Kuang-tungu (1953–1957), první tajemník kuangtungského provinčního výboru KS Číny (1955–1965), později první tajemník středojižního byra ÚV KS Číny (1960–1966), člen stálého výboru politbyra (1966–1967) |
| Ou Meng-ťüe (区梦觉) (1906–1992)     | prosinec 1960 | prosinec 1977 | žena |
| Wang Šou-tao (王首道) (1906–1996)    | prosinec 1977 | prosinec 1979 | |
| Jin Lin-pching (尹林平) (1908–1984)  | prosinec 1979 | duben 1983    | |
| Liang Wej-lin (梁威林) (1911–2008)   | duben 1983    | září 1985     | |
| Wu Nan-šeng (吴南生) (1922–2018)     | září 1985     | únor 1993     | |
| Kuo Žung-čchang (郭荣昌) (1933–2008) | únor 1993     | leden 2003    | |
| Liou Feng-i (刘凤仪) (1942–2003)     | leden 2003    | květen 2003   | zemřel v úřadě |
| Čchen Šao-ťi (陈绍基) (* 1945)       | únor 2004     | duben 2009    | |
| Chuang Lung-jün (黄龙云) (* 1951)    | únor 2010     | leden 2013    | později předseda kuangtungského provinčního lidového shromáždění (2013–2017) |
| Ču Ming-kuo (朱明国) (* 1957)        | leden 2013    | listopad 2014 | |
| Wang Žung (王荣) (* 1958)            | leden 2015    | leden 2023    | |
| Lin Kche-čching (林克庆) (* 1966)    | leden 2023    | úřadující     | |